# والتر فرانك (ممثل مسرحي)
والتر فرانك (بالألمانية: Walter Franck)‏ (و. 1896 – 1961 م) هو ممثل مسرحي، وممثل أفلام ألماني، توفي في غارميش-بارتنكيرشن، عن عمر يناهز 65 عاماً.

## جوائز
حصل على جوائز منها:
- جائزة برلين للفنون [الإنجليزية]‏ (1955)
- وسام صليب القائد من رتبة استحقاق من جمهورية ألمانيا الاتحادية

## وصلات خارجية
- والتر فرانك على موقع IMDb (الإنجليزية)
- والتر فرانك على موقع مونزينجر (الألمانية)
- والتر فرانك على موقع ألو سيني (الفرنسية)
- والتر فرانك على موقع ميوزك برينز (الإنجليزية)
- والتر فرانك على موقع أول موفي (الإنجليزية)
- والتر فرانك على موقع ديسكوغز (الإنجليزية)
- والتر فرانك على موقع قاعدة بيانات الفيلم (الإنجليزية)
- والتر فرانك على موقع كينوبويسك (الروسية)